# Merna (Nebraska)
Merna je selo u američkoj saveznoj državi Nebraska. Prema popisu stanovništva iz 2010. u njemu je živjelo 363 stanovnika.